# 愛宕山 (東京都港區)
愛宕山（日语：／）是位於日本東京都港區愛宕的一座小丘。愛宕山一帶處於愛宕神社境內，山頂有三等三角點，標高25.7公尺，是東京23區內內的最高的天然山峰。

## 歷史

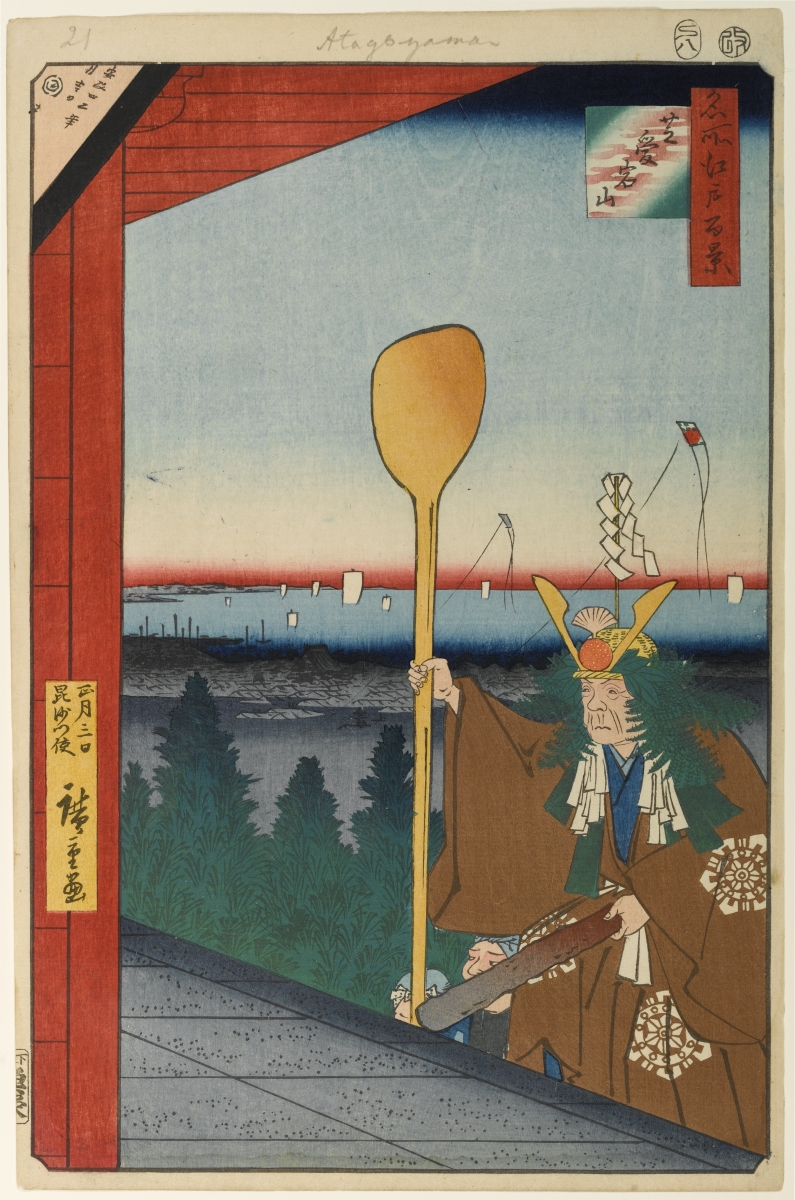
歌川廣重的浮世繪作品「芝愛宕山」（1857年）

愛宕山是自然形成的山峰，但其和附近低地的關係及形成過程仍不明朗。
自江戶時代開始，愛宕山就是愛宕信仰的信仰地之一。山頂的愛宕神社由德川家康下令修建於1603年，其目的是為了當時預定的江戶建設事業的防火祈願。愛宕神社作為「取得天下之神」、「勝利之神」而廣為人知，各藩均從江戶的愛宕神社帶回祭神分靈，在各地修建愛宕神社。於櫻田門外之變襲擊井伊直弼的水戶藩浪士亦曾在愛宕神社祈禱成功之後前往江戶城。除了愛宕神社外，曹洞宗青松寺是愛宕山上另一處宗教場所。
愛宕山山頂是可一覽江戶全景的著名場所，《鐵道唱歌》第1番亦有提及「愛宕之山」。太平洋戰爭結束後的1945年8月17日，反對投降的「尊攘同志會」成員曾包圍愛宕山，號召日本全國對抗投降決定，但以失敗告終，是為愛宕山事件。
NHK前身之一，社團法人東京放送局（JOAK）亦設在愛宕山。自1925年7月開始播出至1938年遷入NHK東京放送會館，東京放送局自愛宕山播音。東京放送局原址現在作為NHK放送博物館使用。

## 出世的石階
愛宕山山坡「男坂」的石質階梯有「出世的石階」之稱。這一別稱由來於江戶時代的1634年2月25日（舊曆寬永11年1月28日），德川家光在參加德川秀忠逝世三週年忌、參拜增上寺之後的回程途中看到愛宕山上開有梅花，說出「有人能摘到梅枝嗎」。這時讚岐國丸龜藩的家臣曲垣平九郎成功駕馬登上石階，摘得梅枝。曲垣馬術名人的名聲因此廣為人知，石階也同樣因此成名。
此後有過三次乘馬登上出世的石階記錄。第一例是曾在仙台藩擔任馬術指南，廢藩後成為馬術師的石川清馬。他的師傅四戶三平亦曾挑戰乘馬登上石階，但未成功。石川在1882年完成這一壯舉，德川慶喜因此准許石川家使用葵紋。第二例是参謀本部馬夫岩木利夫於1925年11月8日為紀念他的愛馬平形引退而挑戰。岩木利夫僅用約1分就成功上山，但下山耗時45分。東京放送局對這次挑戰進行了進行了直播，這也是日本第一次現場轉播。昭和天皇後來亦知道此事，平形因此在這之後仍繼續作為陸軍騎兵學校的將校用乘馬使用。第三個挑戰成功者是馬術師渡邊隆馬。他在1982年日本電視台的特別節目《挑戰史實》中耗時32秒達成這一壯舉。

## 外部連結
- 国土地理院 地図閲覧システム 2万5千分1地形図名：東京西南部 （北東） （页面存档备份，存于）